# King Leer
"King Leer" (El rey del colchón en Hispanoamérica y El rey Lear del colchón en España) es el decimosexto episodio de la vigesimonovena temporada serie de animación televisiva Los Simpson y el episodio 634 de la serie en general. Se emitió en los Estados Unidos en Fox el 15 de abril de 2018.

## Argumento
La familia (excluyendo a Maggie Simpson) está en la escuela, donde Bart está allí para tocar un nuevo instrumento musical. Bart le pregunta al profesor de música que si lo rompe, Homer tendrá que pagar por ello. De ahí en adelante, Bart se burla de Homer con la idea de romper su violín. Homer se vuelve loco cuando Bart lo lanza al aire para que Homer lo atrape, entonces la jarra de cerveza de Homer se rompe.
Después de este percance, Homer finalmente va al bar de Moe a tomar algo. Moe es llamado por alguien, en el que la persona anónima con la que se enfada y persigue a los clientes fuera de su bar cuando se irrita. Homer y Marge descubren a Moe saliendo del bar cuando aceptan perseguirlo. Entonces descubren a Moe peleando con su padre, Morty Szyslak. Marge y Homer intentan reunir a la familia cuando invitan a Moe, a su hermano Marv Szyslak, a su hermana Minnie Szyslak y a su padre a cenar.
Antes de la cena, se revela en un momento en que la familia de Moe vendió materia prima. Moe lo arruinó cuando su padre le dijo que saboteara la tienda de su rival, en la que Moe reside voluntariamente. A continuación, se ve engañado por la tienda rival y en última instancia, sabotear a su familia con chinches de cama, dejando en última instancia a tres lugares.
En la cena, hay un ambiente hostil. La familia de Moe no se está llevando bien, entonces Marge y Homer proceden a traer una televisión al comedor para mostrar a los Szyslayks sobre los buenos tiempos que tuvieron en los anuncios de colchones. Después de verlos en un comercial de colchones juntos haciendo publicidad en la época navideña, se reúnen. Morty le da a Marv una llave de una tienda, a Minnie una llave de una tienda y, en última instancia, a Moe una llave de una tienda. En la tienda de Moe, los lugareños están reunidos allí. Moe les muestra un anuncio de colchones junto a Marv y Minnie en ese comercial. Pronto se da cuenta de que la intención de su hermano y su hermana era sabotearlo y hacer que su tienda se viera mal diciendo que la gente ha fallecido en sus colchones, incluyendo gente gorda y prisioneros.
A partir de ahí, cada uno se vengará del otro. Moe hace estallar al hombre del tubo delante de una tienda de su rival, presumiblemente la tienda de su hermano o hermana. Luego se vengarán de Moe controlando el botón de subida y bajada fuera de la tienda, torturando constantemente a Hans Moleman mientras prueba un colchón. Moe entonces inunda su tienda, haciendo salir a los clientes que están en ella. Marv y Moe se meten en una pelea de espadas, pero no son espadas, son señales. Al final, Marv le lanza una señal a Moe antes de despegar.
Marge, después de enterarse de todo esto, va a decirle al padre de Moe que sus hijos están peleando entre sí, y ella necesita su ayuda. Al principio no está de acuerdo, pero Marge le dice lo contrario, y se va de la tienda en la que va a comprar una camisa nueva.
Marge, Homer y el padre de Moe ven a Moe en el lugar donde él y su padre estaban peleando, Moe procede a decirle a todo el mundo que destruirá los colchones de su hermano y hermana, y que no pueden destruir los suyos, porque sus colchones están en un lugar secreto, que es en última instancia, sólo su bar. Marge le dice que algunas familias no deben estar juntas. Accidentalmente rompe el frasco de bichos y salen del edificio aterrorizados de haber sido infectados por los bichos.

## Recepción
Dennis Perkins de The A.V. Club dio a este episodio un B-, declarando, "La programación sinérgica de Fox Simpsons vio a FXX correr una mini-maratón de Moe todo el domingo antes de esta salida centrada en Moe-. Y, claro, había Moe Goes from Rags to Riches allí, y la longevidad de los Simpson significa que hay más Moe mediocre (y, bueno, todos los demás), que los clásicos certificados de Moe. Pero 'King Leer' se las arregla para minar al barman menos reputado de Springfield para que Moe tenga suficiente calidad como para recordarnos por lo menos por qué siempre ha sido uno de los personajes secundarios más confiables de la serie".
"King Leer" obtuvo una puntuación de 1.0 con 4 acciones y fue visto por 2.26 millones de personas, lo que lo convierte en el programa mejor valorado de la noche por Fox.